# Trzciana (Orawa)
Trzciana (słow. Trstená, węg. Trsztena, Árvanádasd, niem. B[r]ingenstadt) – miasto przygraniczne w północnej Słowacji, niedaleko granicy z Polską. Do Trzciany należy od 1975 roku dawna wieś Ústie nad Priehradou. W 2011 roku Trzciana liczyła 7482 mieszkańców. W mieście rozwinął się przemysł maszynowy.

## Historia

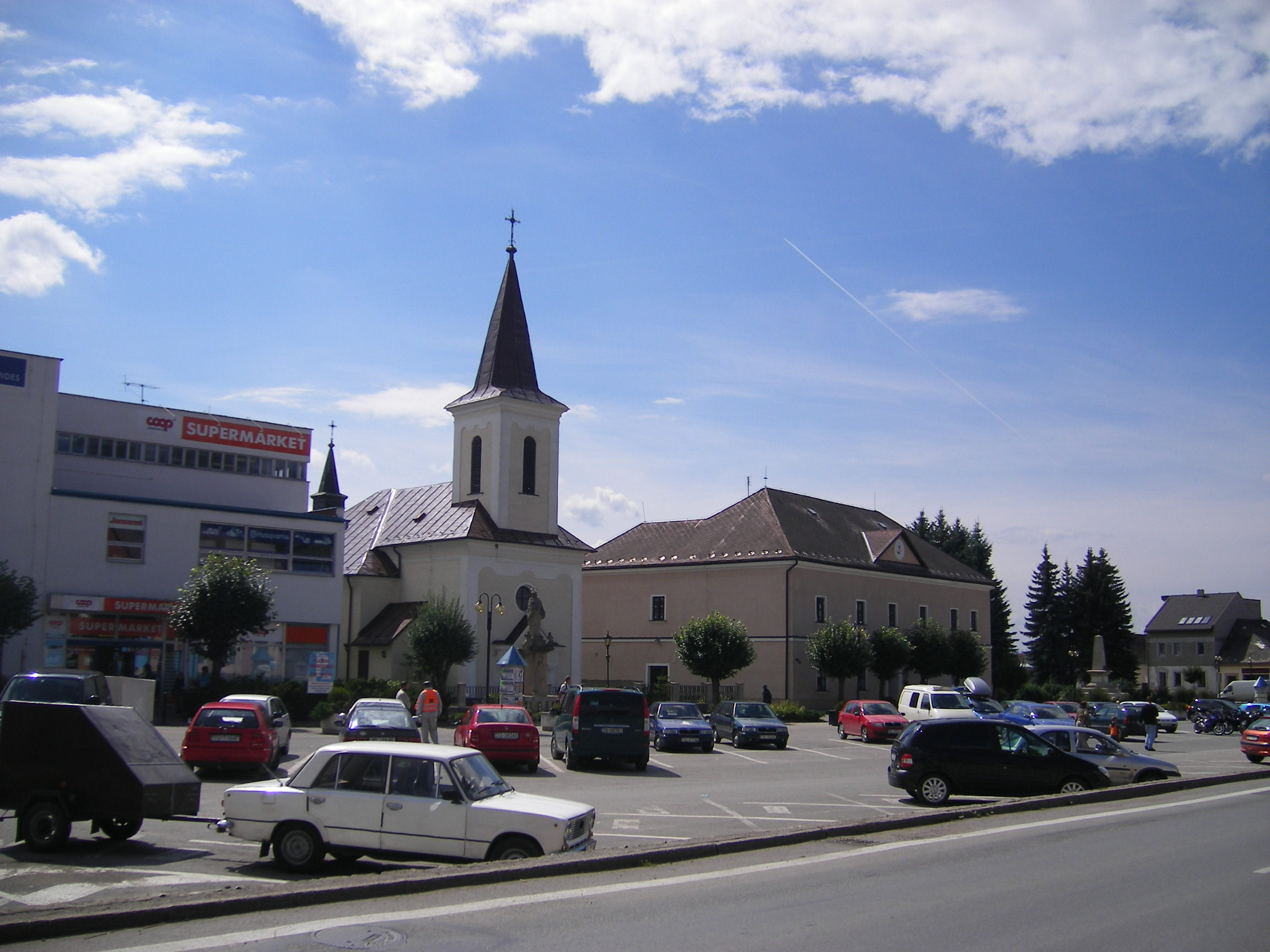
Rynek z kościołem franciszkanów

W 1371 roku na Orawie, należącej do Królestwa Węgierskiego, miasteczko pod nazwą Bingenstadt założył  niemiecki osadnik Wismer. Miało ono prawa targowe, prawo miecza, prawo połowu ryb w Orawie i in. Należało do „państwa feudalnego” z siedzibą na Zamku Orawskim. W 1424 roku król Zygmunt uwolnił mieszkańców od obowiązków płacenia cła i niektórych innych opłat, jednak Trzciana pozostała miasteczkiem poddańczym. W 1609 roku od króla Macieja II uzyskała ona przywilej organizowania 4 jarmarków rocznie, a wkrótce i pełne prawa miejskie.
Mieszkańcy zajmowali się rolnictwem, hodowlą i rzemiosłem: płóciennictwem, kożusznictwem, a zwłaszcza garncarstwem. W szczytowych okresach pracowało tu do 30 warsztatów garncarskich, a tradycje te przetrwały aż do II wojny światowej. W XIX w. powstała tu rafineria ropy naftowej, funkcjonująca do 1927 roku. Po II wojnie powstała tu fabryka specjalnych traktorów do prac leśnych (LKT) i jeden z zakładów „Tesli”.
Na północny wschód od miasta znajdowało się polsko-czechosłowackie (później polsko-słowackie) drogowe przejście graniczne Chyżne-Trstená.

## Zabytki
- kościół katolicki, trójnawowy, pierwotnie gotycki, przebudowany w duchu renesansowym w 1641 roku, a następnie zbarokizowany w latach 1743–1747, restaurowany w 1945 roku, otoczony murem z kaplicą św. Krzyża, wejście renesansowym portalem;
- kościół i klasztor franciszkanów przy Rynku, z lat 1706 i 1776, barokowy.